# Тівадар Моносторі
Тівадар Моносторі (угор. Monostori Tivadar, 24 серпня 1936, Татабанья — 18 березня 2014, Естергом) — угорський футболіст, що грав на позиції нападника, зокрема, за клуб «Дорог», а також національну збірну Угорщини. По завершенні ігрової кар'єри — тренер.

## Клубна кар'єра
У футболі дебютував 1954 року виступами за команду «Дорог», в якій провів тринадцять сезонів, взявши участь у 243 матчах чемпіонату.  У складі «Дорога» був одним з головних бомбардирів команди, маючи середню результативність на рівні 0,39 голу за гру першості.
Завершив ігрову кар'єру у команді «Татабанья», за яку виступав протягом 1968—1971 років.

## Виступи за збірну
1958 року дебютував в офіційних матчах у складі національної збірної Угорщини. Протягом кар'єри у національній команді провів у її формі 9 матчів, забивши 4 голи.
Був присутній в заявці збірної на чемпіонаті світу 1958 року у Швеції, але на поле не виходив.
У складі збірної був учасником чемпіонату світу 1962 року у Чилі, де зіграв з Аргентиною (1-1).

## Кар'єра тренера
Розпочав тренерську кар'єру відразу ж по завершенні кар'єри гравця, 1971 року, очоливши тренерський штаб клубу «Дорог».
З 1971 по 1978 рік тренував клуб «Татабанья», в якому раніше грав як футболіст.
1983 року став головним тренером команди ОАЕ, яку тренував один рік.
Протягом тренерської кар'єри також очолював команди ЕГСЕВ МЕДОС та «Оросланьї Баняс».
Останнім місцем тренерської роботи був клуб «Капошвар», головним тренером команди якого Тівадар Моносторі був з 1988 по 1989 рік.
Помер 18 березня 2014 року на 78-му році життя у місті Естергом.

## Титули і досягнення
- Найкращий бомбардир Чемпіонату Угорщини: 1959